# (22249) Dvorets Pionerov
(22249) Dvorets Pionerov – planetoida z grupy pasa głównego asteroid okrążająca Słońce w ciągu 3 lat i 179 dni w średniej odległości 2,3 j.a. Została odkryta 11 września 1972 roku w Krymskim Obserwatorium Astrofizycznym w Naucznym na Półwyspie Krymskim przez Nikołaja Czernycha. Nazwa planetoidy pochodzi od Miejskiego Pałacu Młodzieży w Moskwie nazywanego Dworiec Pionierow a założonego w 1936 roku. Przed nadaniem nazwy planetoida nosiła oznaczenie tymczasowe (22249) 1972 RF2.